# Municipio de Amixtlán
El municipio de Amixtlán (AFI: [amiʃ't͡ɬān]) (del nahuatl: atl, mixtli, tlan ‘agua, nube, lugar’‘Entre las nubes’) es uno de los 217 municipios del estado mexicano de Puebla. Se localiza en el norte de la entidad y forma parte de la región sierra norte. Su cabecera es la localidad de Amixtlán.

## Geografía
El municipio de Amixtlán se encuentra en el norte del estado, muy cerca del límite entre Puebla y Veracruz. Tiene una superficie de 33.17 km². Limita al norte con los municipios de San Felipe Tepatlán y Hermenegildo Galeana; al oriente, con Coatepec y Camocuautla; al sur, con Tepango de Rodríguez; y al sur, con Ahuacatlán. La parte norte del territorio forma parte del declive de la Sierra Madre Oriental a la Llanura Costera del Golfo, y el resto es parte de la Sierra Norte de Puebla, cadena montañosa que constituye el extremo meridional de la Sierra Madre Oriental. Por esto, Amixtlán se encuentra sobre una superficie montañosa. Una pequeña serranía cruza el municipio de sur a oriente, pasando por el centro del municipio. Entre las principales elevaciones de Amixtlán se encuentran los cerros Pucuxín, Equitán y Axtiziu.
Como el resto del norte de Puebla, Amixtlán forma parte de la región hidrológica de Tuxpan-Nautla. En concreto, este municipio forma parte de la cuenca hidrológica del río Tecolutla, cuyas fuentes se encuentran en las estribaciones de la Sierra Madre Oriental y desemboca en el Golfo de México. Atraviesan Amixtlán numerosos afluentes del Tecolutla, entre ellos el río Amixtlán y el Nepopualco, que reciben a su vez las aguas de varios arroyos de la montaña y desaguan en el río Ajajalpan, que es uno de los principales afluentes del curso alto del río Tecolutla.
La cercanía del norte de Puebla con la costa del Golfo de México facilita el arribo de nubes muy húmedas a la vertiente oriental de la Sierra Norte. Por ello Amixtlán, como muchos otros municipios del norte del estado de Puebla, goza de una pluviosidad considerable. El clima de la región es cálido subhúmedo con lluvias todo el año. Las temperaturas oscilan entre los 22 °C y los 18 °C en los meses más frío y más caluroso respectivamente. El suelo predominante de la región es el litosol, que no tiene gran vocación agrícola. Los ecosistemas nativos de Amixtlán han sido alterados por la presencia del ser humano, los cafetales han sustituido los bosques originales, cuyos últimos vestigios se conservan en pequeñas zonas del sur del municipio.

## Historia
Amixtlán fue parte originaria de la comunidad totonaca de Xochicuauhtitlán después conocida como Xuxupango.
La zona fue explorada por Gonzalo Portero hacia 1520 y fue encomendada a Luis de Ávila, para pasar después a Alonso de Ávila y Diego de Villapadierna.
En 1567 la congregación fue visitada por sacerdotes seculares, sin embargo la documentación parroquial  inicial de San José se ha perdido.

## Demografía
Amixtlán posee una población bastante pequeña, aunque su densidad de población es bastante alta, como es común entre los municipios de la Sierra Norte de Puebla. La población del municipio en 2005 alcanzaba los 5 mil habitantes, que convivían en el espacio de 33,17 kilómetros cuadrados que abarca la superficie de este municipio. Por lo tanto, la densidad de población fue de 150,73 h/km², muy superior a la media nacional, que fue de 55 h/km². En contextos rurales como el de Amixtlán, donde la agricultura de subsistencia es la principal actividad económica, la alta densidad poblacional es un factor que potencia la pobreza. Por lo menos dos de los municipios vecinos de Amixtlán se encuentran entre los 125 con peores índices de desarrollo humano: se trata de San Felipe Tepatlán y Camocuautla.